# Ovulinia perplexa
Ovulinia perplexa är en svampart som först beskrevs av W.H. Lawr., och fick sitt nu gällande namn av Seaver 1951. Ovulinia perplexa ingår i släktet Ovulinia och familjen Sclerotiniaceae.   Inga underarter finns listade i Catalogue of Life.